# Echarri
Echarri Motor SL war ein spanischer Hersteller von Automobilen.

## Unternehmensgeschichte
Das Unternehmen aus Lardero begann 1996 unter der Leitung von José Luis Echarri mit der Produktion von Automobilen. Etwa 2009 endete die Produktion. Das letzte bekannte Datum für die Existenz des Unternehmens lautet auf den 2. Februar 2011.

## Fahrzeuge
Das erste Modell war ein Nachbau des Rambler Tonneau von 1904. Das Fahrzeug basierte auf einem Rohrrahmen. Für den Antrieb sorgte ein Motor vom Fiat Cinquecento mit 30 PS. Der Preis betrug 1997 umgerechnet 30.000 DM. Außerdem wurde 1999 ein Nachbau des SS 100 auf dem Fahrgestell und mit dem Boxermotor des VW Käfers vorgestellt.